# Taki
Taki（タキ、2000年4月21日 - ）は、フランス、フィリピン出身の女優、ファッションモデル、タレント、ダンサー。日本のガールズグループ・FAKYの元メンバー。エイベックス・マネジメント所属。

## 来歴
2000年4月21日、静岡県に生まれる。
2001年、1歳の時に日本で暮らす家族と離れてフィリピンへ移住し、セカンドファミリーのもとで幼少期を過ごした。
2005年、5歳の時に母と共にフランスのパリへ移住し、名門の小学校に入学。毎日のように美術館に入り浸り、芸術鑑賞を楽む生活を送った。
2013年、13歳の時に家族でフィリピンのマニラへ移住。フィリピンのタレント育成会社Star Magicに研修生として所属し、2015年にホラーコメディドラマ『#ParangNormal Activity』で本格的に芸能活動を開始。その後も国民的バラエティ番組『Eat Bulaga』のMCや、ファミリーコメディドラマ『Calle Siete』に出演するなど、人気タレントとして活躍した。
2018年10月、18歳の時に再び来日。同年12月20日、新メンバーのHinaと共に日本の女性ダンスボーカルグループ「FAKY」に加入。
2021年2月14日より、ABEMAの恋愛リアリティ番組『恋とオオカミには騙されない』に出演。8月1日からは、前シーズンに引き続く形で『虹とオオカミには騙されない』にサプライズ出演。
2024年1月13日、ラストライブ『FAKY ONEMANLIVE 2023 -DEPARTURE-』をもって、FAKYが活動を休止。7月30日、FAKYの解散が発表された。
2024年10月25日より、YouTubeのアート専門ウェブ番組『MEET YOUR ART』の「OPEN THE DOOR」シリーズでナビゲーターを務めた。

## 人物
身長152cm、血液型はAB型。 家族構成は母、弟、愛犬。
父親が日本人とブラジル人のミックスで、母親が日本人とスペイン系フィリピン人のミックスである。
フィリピン、フランス、日本にルーツを持ち、英語、タガログ語、フランス語、日本語の四ヵ国語が堪能なマルチリンガルである。
座右の銘はフランス語で『自分で決めたことは誰のせいにもしない』という意味の「Advienne que pourra」。
FAKYの最年少メンバーで、リードダンサーを担当。パワフルなダンスに定評があり、自身のYouTubeチャンネルではダンスカバーを披露していた。

## 慈善活動
フィリピンで芸能活動をしていた2015年から2018年までの間、「Give Back」と称して、親を亡くした子供たちの養育施設を定期的に訪問していた。「自分が頂いたものは誰かに返さなければ」という思いの元で自発的に行っていたことで、「困っている人がいたらできる限りのことをする。頭で考えるのでなく自然とそうさせる」と話している。
来日後も寄付等を着々と続けており、2020年4月21日には、新型コロナウイルス感染症の世界的流行を受けて、成人式のために貯めていた費用を祖国フィリピンへ寄付したことを報告した。

## 作品

### 参加楽曲
- チキチキバンバン/ QUEENDOM（2022年5月20日） - テレビアニメ『パリピ孔明』のオープニングテーマ[12]
- Black Ghost / Hina & Taki (from FAKY)（2022年8月17日） - テレビドラマ『OTHELLO』の主題歌[13]

## 出演

### 映画
- Trip Ubusan: The Lolas vs. Zombies（M-Zet Productions、2017年11月22日） - リッシュ 役
- Banals（Netflix、2019年5月29日） - イェル 役
- Red Jasmine（Go East Media、2020年11月1日） - ジャスミン 役

### テレビドラマ
- #ParangNormal Activity（TV5、2015年） - レキシー・デュボア 役
- Ismol Family（GMA Network、2015年） - アリソン 役
- Calle Siete（GMA Network、2016年） - スージー 役
- Trops（GMA Network、2016年 - 2017年） - タキ 役
- Hay, Bahay! 第60話（GMA Network、2017年） - タミー 役
- Dear Uge 第90話（GMA Network、2017年） - ハイジ 役
- Eat Bulaga's Lenten Special: Pagpapatawad（GMA Network、2017年） - サクラ 役
- Elehiya（GMA Network、2018年） - クリスティーナ 役

### テレビ番組
- Eat Bulaga!（GMA Network、2016年 - 2017年） - MC
- All Star Videoke（GMA Network、2017年）
- The Lolas' Beautiful Show（GMA Network、2017年）
- Sunday PinaSaya（GMA Network、2018年）

### ウェブ番組
- 60 seconds with Taki（FAKY・YouTube、2019年4月12日 - 6月28日、全9回）
- 恋とオオカミには騙されない（ABEMA SPECIAL、2021年2月14日 - 5月2日、全12回）[4]
- 虹とオオカミには騙されない（ABEMA SPECIAL、2021年8月1日 - ）[5]
- ブルーバースデーをみんなで観る会（ABEMA・YouTube Live、2021年9月25日、第1回） - 副音声[14]
- OPEN THE DOOR / MEET YOUR ART（ACA・YouTube、2024年10月25日 - 現在） - ナビゲーター[8]

### 広報
- NYLON JAPAN「TOKYO IT GIRL BEAUTY #146 OVER THE TOP」モデル（2019年10月17日）[15]
- Lee Japan「2020 SPRING/SUMMER」 プロモーションムービー（2020年3月13日）[16]
- Disney SERIES CREATED by MOUSSY「2021 AUTUMN COLLECTION」ビジュアルモデル（2021年8月18日）[17]
- SAMANTHAVEGA「2021 AUTUMN/WINTER "CUTE // MODE"」ビジュアルモデル（2021年9月15日）[18]
- RAVIJOUR「RAVIJOUR」「ravime」 アンバサダー（2022年2月5日）[19]